# 毒吻
毒吻是中華人民共和國1992年上映的一部電影，由西安电影制片厂拍攝，陈新中執導。

## 劇情
电影讲述的是某化工厂一对青年夫妻生子後不久中毒身亡。該小孩名叫三三，他身带剧毒，有姑娘被他接吻後死亡。該電影希望喚起人們的環保意識。